# Michael LePond
Michael Anthony LePond III (Newark, 17 febbraio 1966) è un bassista statunitense, membro del gruppo progressive metal Symphony X e dei Dead on Arrival.

## Biografia
Michael LePond è nato a Newark, New Jersey. All'età di 13 anni, assistette ad un concerto dei Kiss e ne fu particolarmente influenzato, specialmente dal bassista Gene Simmons. Così comprò della attrezzatura di base (un basso Univox e un amplificatore da 150 watt) e prese lezioni per un anno. Iniziò successivamente ad ascoltare altri bassisti come Geddy Lee (Rush) che ne influenzarono lo stile.
Nel 1998 incontrò il chitarrista Michael Romeo dei Symphony X grazie ad un amico in comune e fu invitato alle audizioni dopo che il bassista originale Thomas Miller lasciò il gruppo. Ottenne l'incarico che detiene tuttora.

### Problemi di salute
Nel 2006 LePond annunciò di soffrire della malattia di Crohn; la sua condizione costrinse i Symphony X a cancellare tutte le date dei concerti europei. Tramite un intervento chirurgico riuscì a controllarne gli effetti ed il 31 maggio 2006 egli annunciò dal sito web: 

## Discografia

### Con i Symphony X
- 2000 – V - The New Mythology Suite
- 2002 – The Odyssey
- 2007 – Paradise Lost
- 2011 – Iconoclast
- 2015 – Underworld

### Con i Distant Thunder
- 2004 – Welcome the End